# Château de Bellevue (Mezel)
Pour l’article homonyme, voir Château de Bellevue.
Le château de Bellevue est situé sur la commune de Mezel, en France.

## Localisation
Le château est situé sur la commune de Mezel, dans le département du Puy-de-Dôme, en région Auvergne-Rhône-Alpes.

## Description
Le château de Bellevue est un ancien château fort qui présente encore un système de fortifications (chemin de ronde à créneaux, tours avec meurtrières,...).

## Historique
Le château date des XIIe et XIIIe siècles, il est inscrit aux au titre des monuments historiques par arrêté du 12 novembre 1926,.